# Xã Middleville, Quận Wright, Minnesota
Xã Middleville (tiếng Anh: Middleville Township) là một xã thuộc quận Wright, tiểu bang Minnesota, Hoa Kỳ. Năm 2010, dân số của xã này là 937 người.